# Eubasilissa mandarina
Eubasilissa mandarina är en nattsländeart som beskrevs av Schmid 1959. Eubasilissa mandarina ingår i släktet Eubasilissa och familjen broknattsländor. Inga underarter finns listade i Catalogue of Life.